# جفری هولدر
جفری هولدر (انگلیسی: Geoffrey Holder؛ زادهٔ ۱ اوت ۱۹۳۰ — درگذشتهٔ ۵ اکتبر ۲۰۱۴) هنرپیشه، رقصنده، طراح رقص، نقاش و خوانندهٔ برندهٔ جایزه تونی آمریکایی–ترینیداد و توباگویی بود. او برای قد بلند و صدای باسش شناخته می‌شد.
از فیلم‌ها یا برنامه‌های تلویزیونی که وی در آن نقش داشته است می‌توان به دکتر دولیتل اشاره کرد.
وی همچنین برندهٔ جوایزی همچون کمک هزینه گوگنهایم شده است.